# Bazilica Sfântul Marcu din Veneția
Bazilica Sfântul Marcu (în italiană Basilica di San Marco) este catedrala patriarhală a Veneției, cu hramul Evaghelistului Marcu, care are drept simbol Leul Sfântului Marcu. Lăcașul îmbină armonios stilul gotic cu arhitectura bizantină. Bazilica este situată în Piața San Marco, aflându-se lângă Palatul Dogilor.

## Istorie
Primul lăcaș de cult ridicat pe acest loc a fost o clădire din anul 828, când negustorii venețieni au achiziționat din Alexandria presupusele relicve ale evanghelistului Marcu. Biserica inițială a fost înlocuită cu o alta în anul 832. Noua biserică a fost mistuită de un incendiu în anul 976, fiind reconstruită în anul 978. Lucrările de extindere efectuate în anul 1063 au dus la conturarea limitelor actualei bazilici.
Planul bisericii este de cruce greacă, cu cinci cupole. Bazilica a fost inaugurată în anul 1094, an în care relicvele evanghelistului Marcu ar fi fost redescoperite într-unul dintre pilaștri.
În timpul celei de a patra cruciade, venețienii și-au însușit în anul 1204 patru cai auriți de la o cvadrigă antică romană așezată în Hipodromul din Constantinopol. Caii fuseseră așezați în acel loc încă din timpul împăratului roman Constantin cel Mare. Cei patru cai au fost duși la Veneția și postați în anul 1254 deasupra portalului principal de intrare în Bazilica Sf. Marcu. În cursul secolului al XX-lea au fost înlocuiți cu patru copii de bronz, originalele fiind expuse într-o sală a muzeului învecinat "Museo di San Marco".

## Galerie de imagini

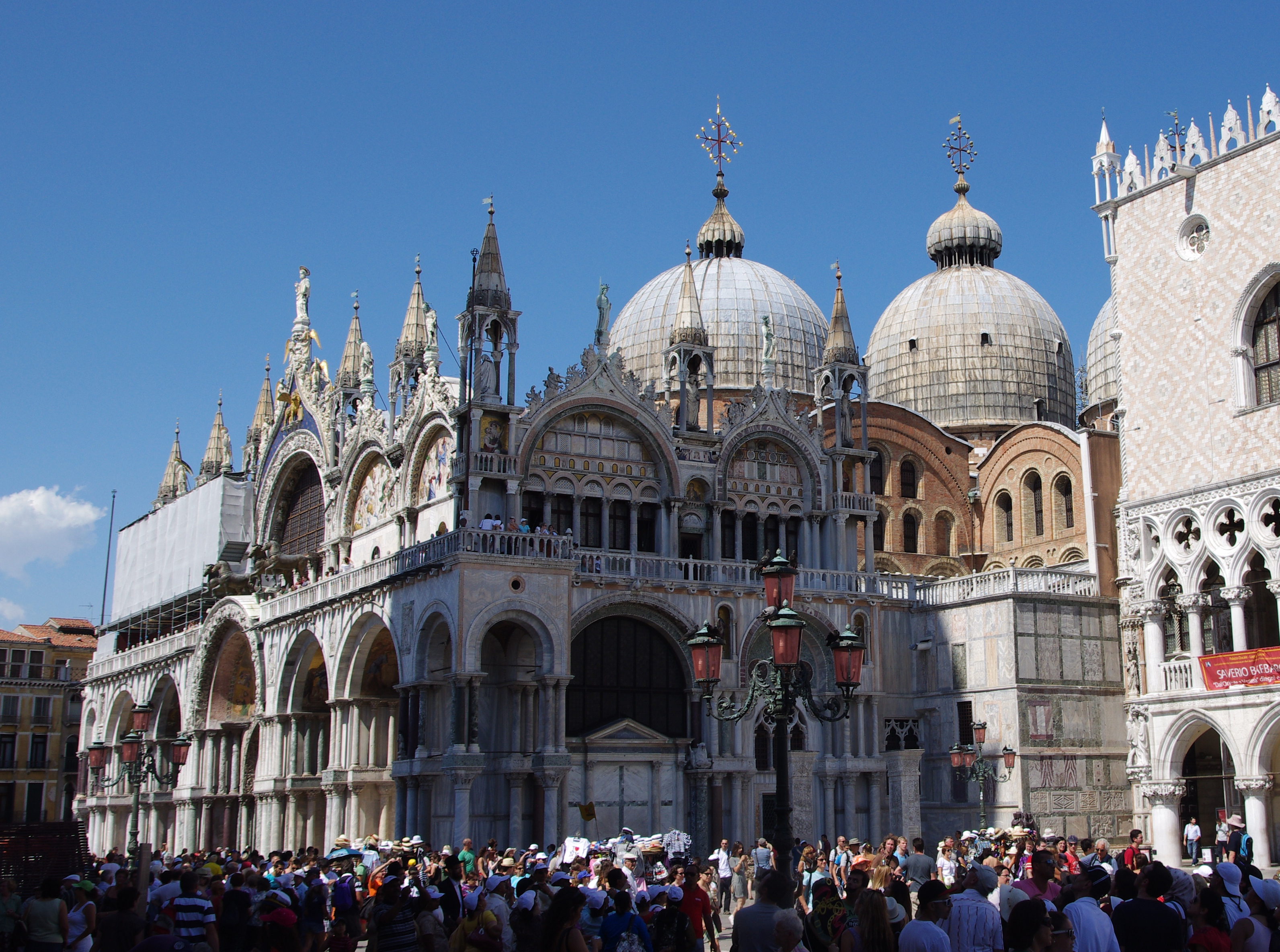
Bazilica San Marco (vedere laterală)
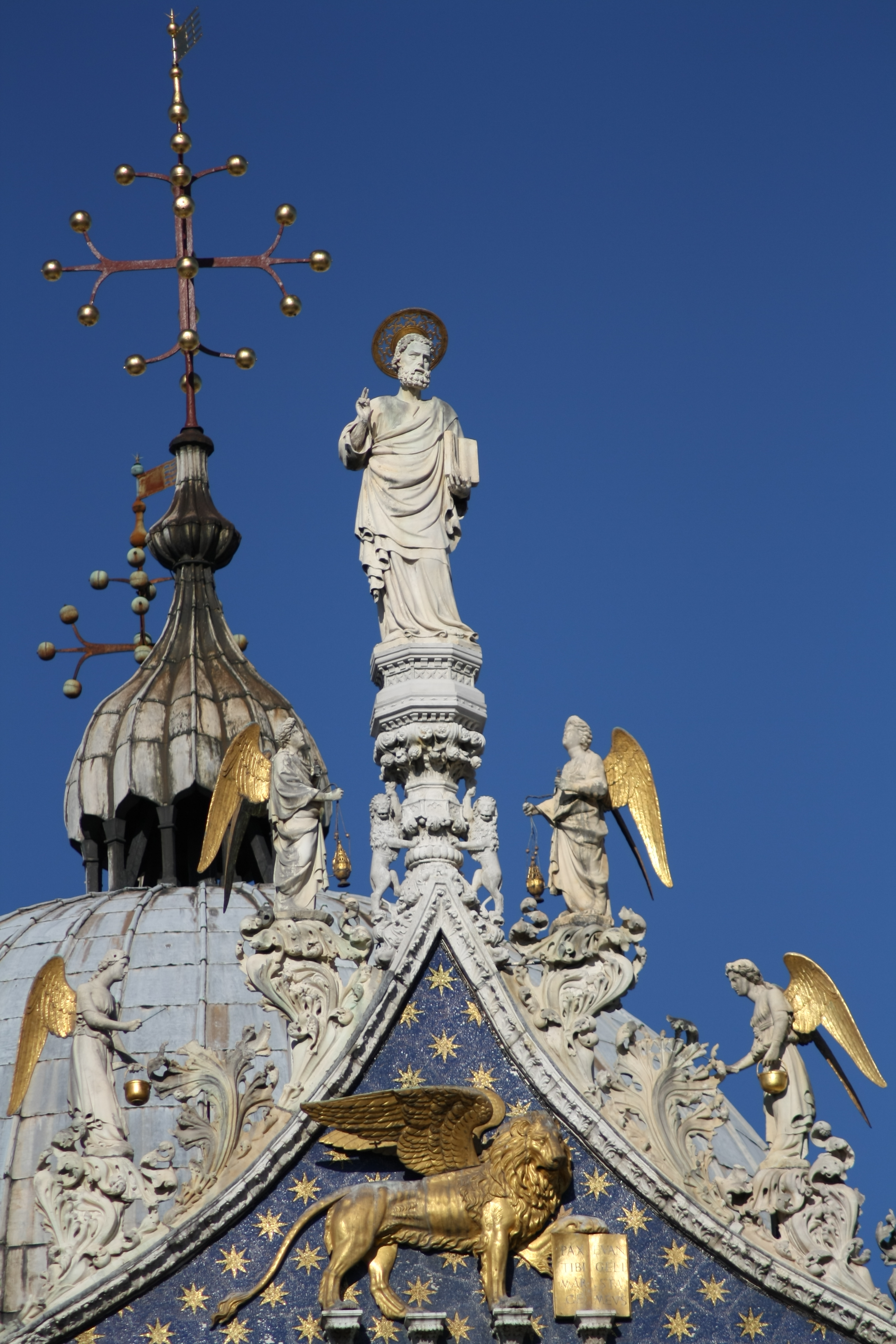
Detaliu de faţadă
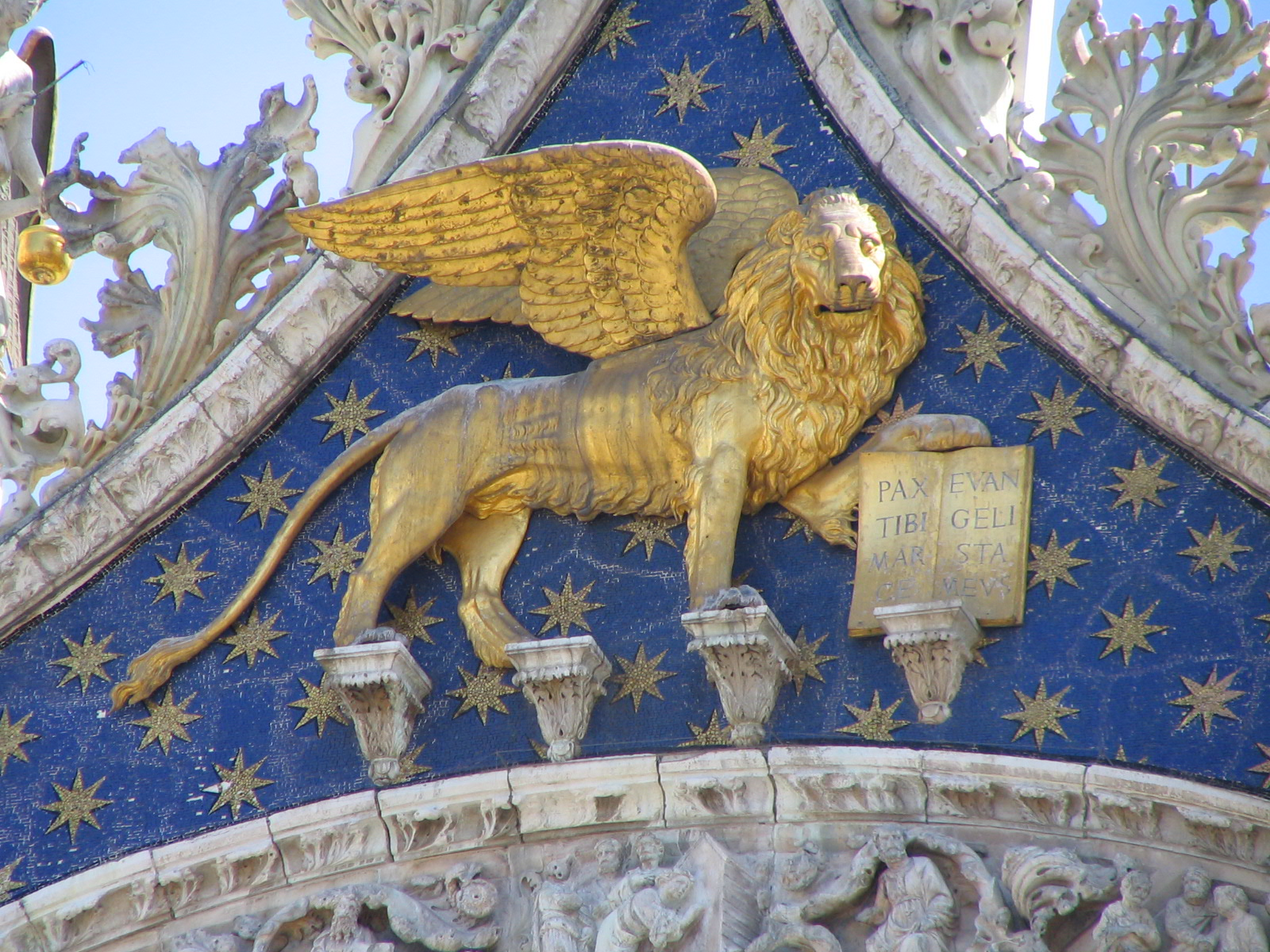
Detaliu de faţadă, cu Leul Sfântului Marcu
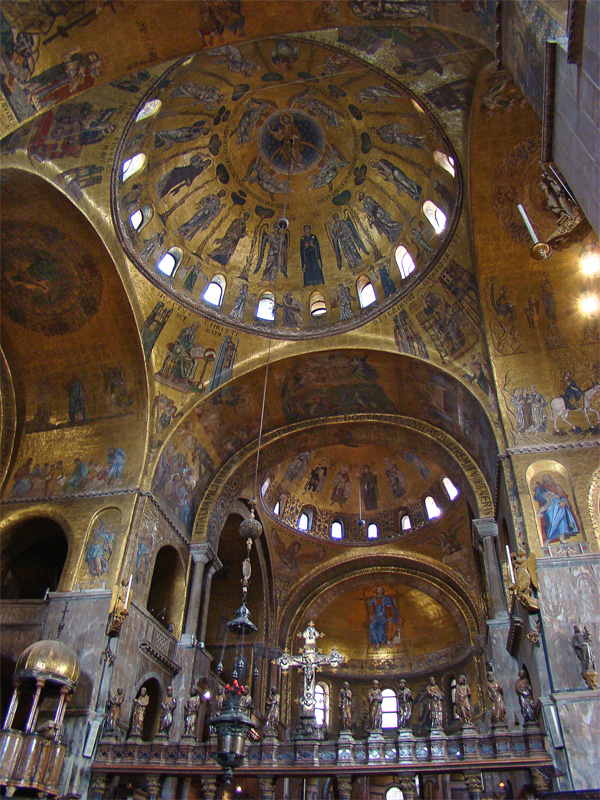
Interiorul
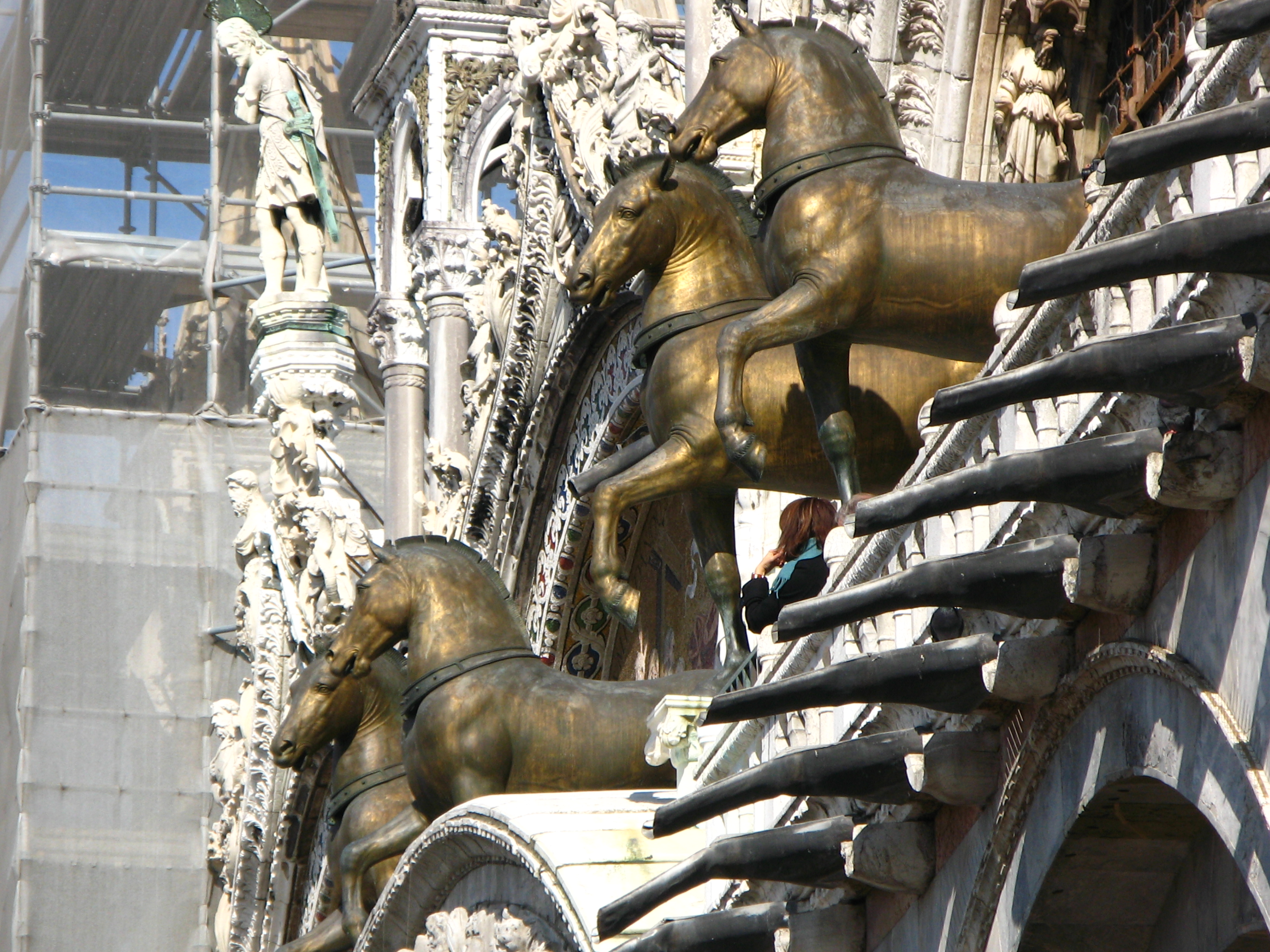
Copiile celor patru cai, deasupra portalului principal
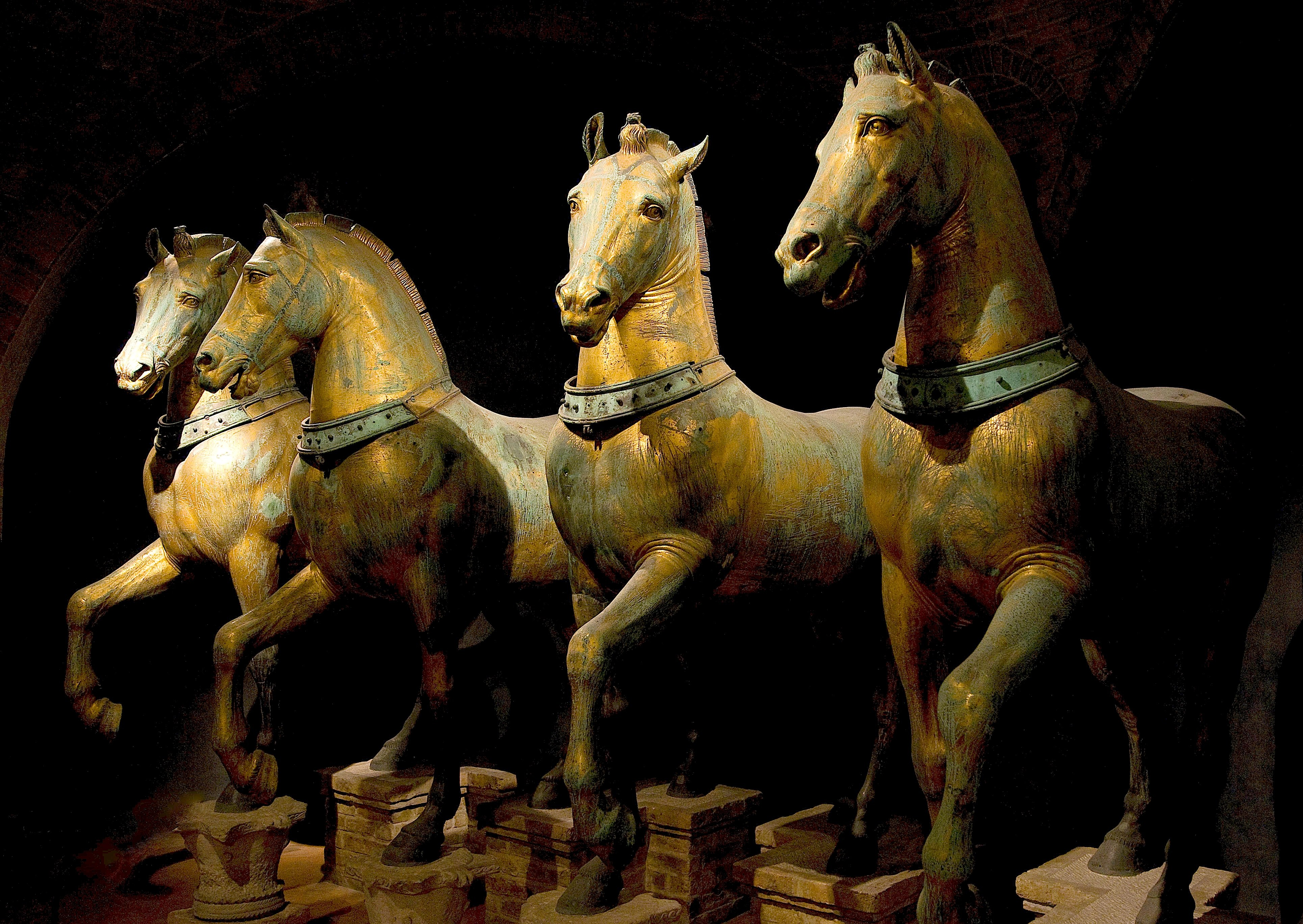
Figurile originale ale celor patru cai, păstrate în "Museo di San Marco"
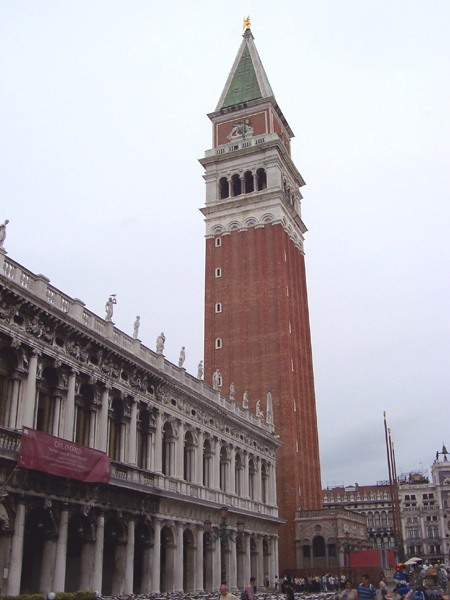
Campanila San Marco (clopotnița)